# Razmataz (DVD Video)
Razmataz è il DVD Video tratto dalla colonna sonora del musical-vaudeville RazMaTaz del cantautore Paolo Conte.
Tutte le musiche, i testi e le guaches sono di Paolo Conte.

## Tracce
1. Mozambique fantasy (ouverture)
2. La promenade
3. Les temps modernes?
4. Aigrette et sa valse
5. La danse
6. Valzer tropicale
7. Guitars
8. La barque, la baleine
9. Two sardines in the ocean
10. Clarinettes à la créole
11. Bleu de Chine
12. Guaracha
13. Der blaue Reiter
14. La reine noire
15. La java javanaise
16. Paris, les paris
17. The black Queen
18. Razmataz
19. The Joplin rêveries
20. Talent scout man
21. That's my opinion
22. The yellow dog
23. It's a green dream
24. Ça depend
25. La petite tendresse
26. Pasta "diva"
27. True molasses
28. The train